# Teenage Catgirls in Heat
Teenage Catgirls in Heat è un film del 1997, diretto da Scott Perry, prodotto dalla Troma.

## Trama
In Texas un antico dio gatto egiziano, sotto forma di un'antica statuetta, comanda a tutti i gatti il suicidio. Tuttavia i gatti si reincarnano in avvenenti ragazze, con l'obiettivo di combattere e sterminare la popolazione umana maschile.
Intanto arriva in città l'imbranato Ralph (Dave Cox), che incontra Warren (Cary Graves), un folle che si definisce "sterminatore di gatti" e se ne va in giro con uno strano aggeggio. I due incontrano delle strane ragazze, che hanno movenze feline e parlano in modo strano. Ralph e Warren capiscono che qualcosa di strano sta accadendo, ma Ralph si innamora di Cleo (Esmeralda Huffhines), un'avvenente ragazza che però in realtà è una gatta. Ralph è quindi combattuto tra l'amore per Cleo e il salvare la popolazione maschile del Texas.